# KAIRA

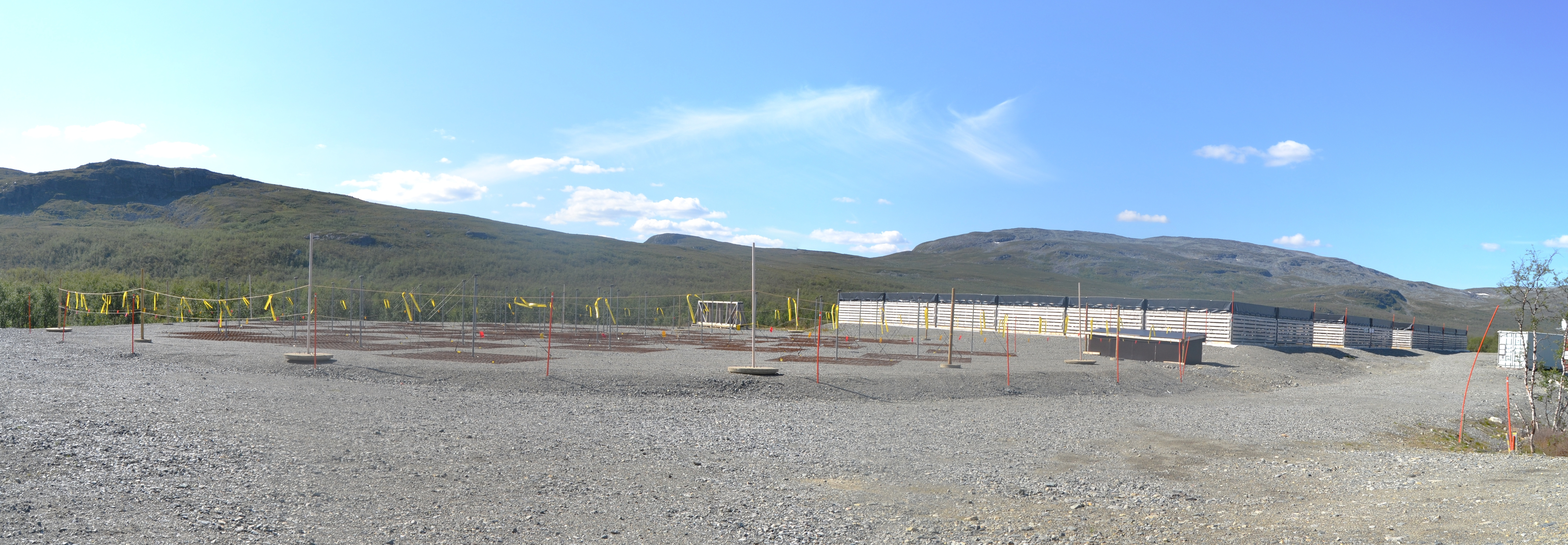
KAIRA

KAIRA (Kilpisjärvi Atmospheric Imaging Receiver Array) är ett vetenskapligt forskningsinstrument som tillhör Sodankylä geofysiska observatorium, Uleåborgs universitet. Instrumentet är en bredbandig radiomottagare och används för utforskande av atmosfären och jordens närmaste omgivningar i rymden samt för radioastronomi.
KAIRA består av till största delen av antenner och signalbehandlingsapparatur från LOFAR. Stationen fungerar både som självständig passiv radiomottagare och som mottagare för EISCAT:s VHF-radar i Tromsø och andra lokala VHF-sändare. Dessutom är KAIRA avsedd som försöksstation för EISCAT_3D-projektet, som syftar till att bygga en ny stor atmosfärsradar med ett flertal stationer utspridda över Nordkalotten.
Bygget av KAIRA bekostades av anslag från Uleåborgs universitet, Europeiska regionala utvecklingsfonden via Lapplands förbund, samt Sodankylä kommun.